# Rosa Zárate
Rosa Zárate ist eine Stadt und die einzige Parroquia urbana im Kanton Quinindé der ecuadorianischen Provinz Esmeraldas und Sitz der Kantonsverwaltung. Die Parroquia besitzt eine Fläche von 1038 km². Die Einwohnerzahl lag im Jahr 2010 bei 67.259. Davon wohnten 28.928 Einwohner in der Stadt Rosa Zárate.

## Lage
Die Parroquia Rosa Zárate liegt im Küstentiefland im Nordwesten von Ecuador westlich der Cordillera Occidental. Im Nordosten wird die Parroquia vom Río Guayllabamba begrenzt. Der Río Blanco durchquert das Gebiet in überwiegend nördlicher Richtung und dabei passiert er den Hauptort Rosa Zárate, wo der Río Quinindé von links einmündet. Die Fernstraße E20 (Santo Domingo de los Colorados–Esmeraldas) führt an Rosa Zárate vorbei.
Die Parroquia Rosa Zárate grenzt im Nordosten an die Parroquia Cube, im zentralen Norden an die Parroquia Chura, im Nordosten an die Parroquia Malimpia, im Osten an den Kanton Cotacachi (Provinz Imbabura) im Südosten an den Kanton Puerto Quito (Provinz Pichincha), im Süden an die Parroquia La Unión, im Südwesten an die Parroquia Pedernales (Provinz Manabí) sowie im zentralen Westen an die Parroquia Cojimíes (Provinz Manabí).

## Geschichte
Die Parroquia Rosa Zárate wurde im Oktober 1916 gegründet. Namensgeber war Rosa Zárate (*1763; †17.07.1813), die im Unabhängigkeitskampf Ecuadors beteiligt war und in dessen Folge getötet wurde. Schließlich wurde am 3. Juli 1967 der Kanton Quinindé eingerichtet und Rosa Zárate als Parroquia urbana Sitz dessen Kantonsverwaltung.